# Wallichs fazant
Wallichs fazant ook wel cheerfazant (Catreus wallichi) is een fazant uit het monotypische geslacht Catreus en de familie Phasianidae. De wetenschappelijke naam van de soort werd als Lophophorus wallichii in 1827 gepubliceerd door Thomas Hardwicke. Het is een door habitatverlies kwetsbaar geworden vogelsoort die voorkomt in het Himalaygebied. Als eerbetoon is de vogel vernoemd naar Nathaniel Wolff Wallich (1786 – 1854) een Deense arts en plantkundige in dienst van de Britse Oost-Indische Compagnie.

## Kenmerken
De fazanthaan is 90 tot 118 cm lang, de hen is 61 tot 76 cm lang. De vogel is overwegend grijsbruin, het is de enige fazantensoort waarbij de haan vrijwel hetzelfde gekleurd en getekend is als de hen. De vogels hebben een kuif en een roodgekleurde huid rond het oog. De vogel lijkt op andere hoenderfazanten, zoals de zilver-, Swinhoes-, Edwards- of de keizerfazant (een bastaard tussen de zilverfazant en de Edwards fazant).

## Voorkomen en leefgebied
Het verspreidingsgebied ligt in de Himalaya, van Kasjmir tot Nepal en Sikkim, waar hij in het broedseizoen op 1400 tot 3000 m boven de zeespiegel verblijft en 's winters afdaalt naar 950 m om te foerageren. Het leefgebied bestaat uit rotsig terrein met struikgewas, lang gras en hier en daar een groepje bomen. De vogel mijdt vochtige gebieden. Gedurende het winterseizoen leeft Wallichs fazant in koppels van 9-16 stuks, maar zodra de paartijd nadert zonderen paartjes zich af. In april-juni nestelt de hen op de bodem onder een struik, of achter een steenhoop.

## Status
De grootte van de populatie werd in 2022 door BirdLife International geschat op 2500 tot 10.000 volwassen individuen. De populatie-aantallen nemen af door habitatverlies. Het leefgebied van de Wallichs fazant wordt aangetast door ontbossing, waarbij natuurlijk bos plaats maakt voor intensief agrarisch gebruikt land. Steeds meer leefgebied wordt gebruikt als begrazingsgebied voor vee of voor de winning van brandhout. Daarnaast is er jacht op deze fazant. Daarom staat deze soort als "kwetsbaar" op de internationale Rode Lijst van de IUCN.

## Als siervogel in de volière
In de volière zijn de paren vreedzaam, maar bij de samenstelling van een nieuw paar, moet de fokker opletten, dat het niet tot heftige vechtpartijen komt, zodat tijdelijke onderbrenging van iedere vogel in een naburig buiten- en binnenvolière noodzakelijk is. Een oude hen valt ook weleens een nieuwe haan aan.

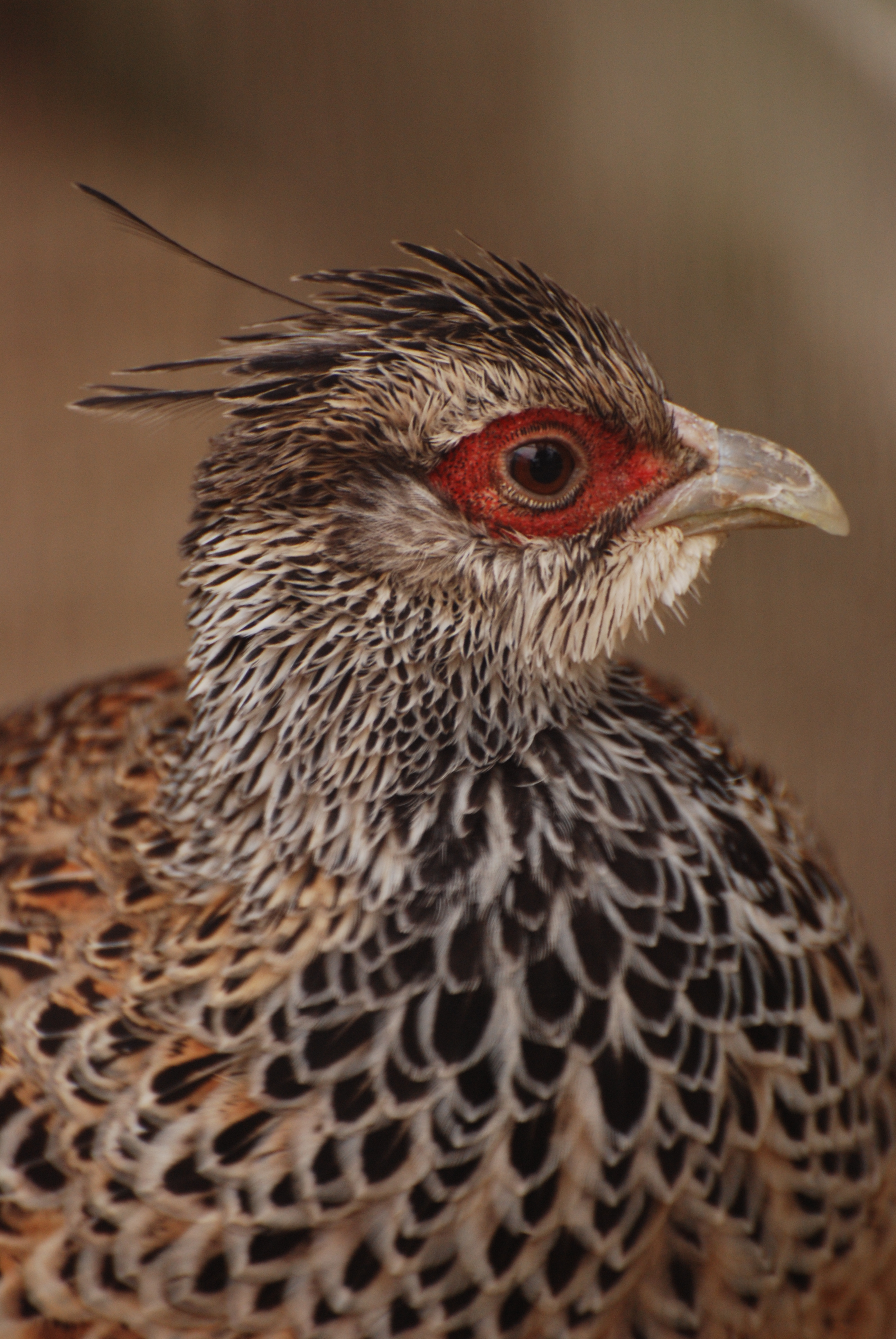
Hen
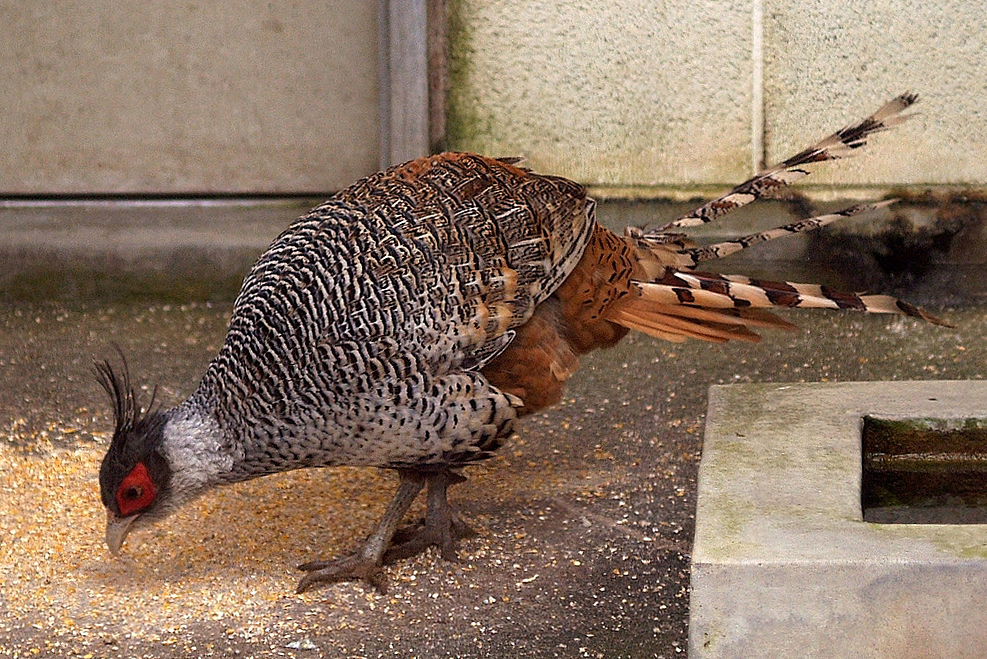
Haan